# Артур Атта
Артур Атта (фр. Arthur Atta, нар. 14 січня 2003, Ренн, Франція) — французький футболіст бенінського походження, опорний півзахисник клубу «Мец».
На правах оренди грає в італійському «Удінезе».

## Ігрова кар'єра

### Клубна
Артур Атта є вихованцем клубної академії французького «Ренна». У 2018 році він приєднався до молодіжної команди «Меца». В юнацьких командах він грав на позиції воротаря та вінгера і тільки згодом перейшов на позицію опорного півзахисника.
У 2021 року Атта підвищили до дублюючого складу «Меца». Першу гру на професійному рівні Атта провів 26 грудня 2022 року в Лізі 2. В тій грі футболіста було визнано кращим гравцем матчу. В січні 2023 року півзахисник підписав з клубом свій перший професійний контракт до 2026 року.
В серпні 2024 року Атта на правах оренди з правом викупу контракту перейшов до кінця сезону в італійський «Удінезе». Першу гру в чемпіонаті Італії футболіст провів 28 вересня, коли вийшов на заміну у матчі проти міланського «Інтера».

### Збірна
В складі збірної Франції (U-20) Артур Атта брав участь у Турнірі Моріса Ревелло.